# TI (DM Command)
TI (TO_INPUT_WINDOW)とは、アポロコンピュータ社のコンピュータに搭載されていたウィンドウシステム（ディスプレイマネージャ）で利用できた、制御コマンド『DMコマンド』の一つ。

## 概要
TI コマンドは、カーソルを次のインプット・ウインドウに移動する

## 利用法
TI は、次の全部表示されている入力可能のウインドウ（つまりトランスクリプトでもリードオンリーの編集パッドでもないつぎのウインドウ）にカーソルを移動する。
カーソルはそのウインドウで最後にあった位置に置かれる。
ディスプレイ・マネージャはスクリーンを左から右、上から下へスキャンして次のウインドウを探す。